# クリス・プリーストリー
クリス・プリーストリー (Chris Priestley、1958年 - ) は、イギリスの小説家・イラストレーター・漫画家 (カートゥーン) 。

## 来歴
イギリス・イングランド東海岸のハル生まれ。マンチェスター・ポリテクニック（現、マンチェスター・メトロポリタン大学）で学んだ後、1983年からタイムズ、インデペンデント、オブザーバー、エコノミストなどの紙面にイラストなどが掲載されるようになる。そして、2000年から児童文学を書き始める。『死神の追跡者』が2004年のエドガー賞ヤングアダルト部門の候補5作品に残った。

## 主な作品
- The Monster from Underground (2000年)
- Dog Magic! (2000年)
- Jail-breaker Jack (2001年)
- Battle of Britain: My Story (2002年)
- Battle of Hastings (2003年)
- Witch Hunt (2003年)
- Billy Wizard (2005年)
- New World (2007年)
- Project X: Battle of the Monster X-bot (2010年)
- The Dead of Winter (2010年)
- Blood Oath (2011年)
- Mister Creecher (2011年)
- Through Dead Eyes (2013年)

### 「トム・マーロウの奇妙な事件簿」シリーズ
- 死神の追跡者 Death and the Arrow (2003年)
  - 日本語訳 - ポプラ社、2011年11月、ISBN 978-4-591-12644-8
- 悪夢の目撃者 The White Rider (2004年)
  - 日本語訳 - ポプラ社、2012年3月、ISBN 978-4-591-12868-8
- 呪いの訪問者 Redwulf's Curse (2005年)
  - 日本語訳 - ポプラ社、2012年7月、ISBN 978-4-591-12974-6

### 「怖い話」シリーズ
- モンタギューおじさんの怖い話 Uncle Montague's Tales of Terror (2007年)
  - 日本語訳 - 理論社、2008年、ISBN 978-4-652-07941-6
- 船乗りサッカレーの怖い話 Tales of Terror from the Black Ship (2008年)
  - 日本語訳 - 理論社、2009年、ISBN 978-4-652-07959-1
- トンネルに消えた女の怖い話 Tales of Terror from the Tunnel's Mouth (2009年)
  - 日本語訳 - 理論社、2010年、ISBN 978-4-652-07974-4
- The Teacher's Tales of Terror (2011年)